# Exostoma barakensis
Exostoma barakensis är en fiskart som beskrevs av Vishwanath och Joyshree 2007. Exostoma barakensis ingår i släktet Exostoma och familjen Sisoridae. IUCN kategoriserar arten globalt som otillräckligt studerad. Inga underarter finns listade i Catalogue of Life.